# Patriotische Union
La Patriotische Union (lett. "Unione Patriottica"), è stato un gruppo terroristico tedesco di estrema destra parte della galassia del movimento Reichsbürger e QAnon. Il 7 dicembre la Procura Generale Federale rese noto che il gruppo stava pianificando un colpo di stato per sovvertire il sistema politico della Repubblica Federale Tedesca. L'operazione di polizia che ne seguì fu la più grande nella storia tedesca del secondo dopoguerra e portò all'arresto di 25 persone, a cui se ne aggiunsero altre tre nel maggio dell'anno successivo. Al maggio 2023, 63 persone sono accusate di esserne stati membri o sostenitori.

## Indagini e arresti
La indagini sulla Patriotische Union presero il via da un'altra indagine sul gruppo dei Vereinte Patrioten (lett. "Patrioti Uniti"), che nell'aprile 2022 portò all'arresto di alcuni membri di tale gruppo, accusati di aver sviluppato un piano per rapire Karl Lauterbach, il ministro federale della salute tedesco, creando, nelle loro intenzioni, una situazione da guerra civile al fine di arrivare al rovesciamento della democrazia. Nell'ambito di tali indagini venne individuato Peter Wörner, un ex soldato delle forze speciali dell'esercito tedesco e membro della Patriotische Union, che aveva chiesto invano ai Vereinte Patrioten di partecipare a un tentativo di assalto al Parlamento. Durante la perquisizione della casa di Wörner vennero ritrovati armi, munizioni, elmetti, giubbotti antiproiettile, liste di personalità considerate ostili, materiale neonazista e foto della Paul-Löbe-Haus, un edificio vicino al Bundestag dove vi sono diversi uffici dei parlamentari, ma l'ex militare non fu arrestato ma solo sorvegliato. In questo modo la polizia federale riuscì a individuare i membri del gruppo terroristico, fino ad arrivare a Heinrich XIII Prinz Reuss, che si rivelerà essere il leader dell'organizzazione.
Il gruppo iniziò quindi ad essere tenuto sotto osservazione (con intercettazioni telefoniche e ambientali e pedinamenti) da parte dei servizi di informazione interni, che a fine estate informarono del caso la procura e la polizia federale. A settembre 2022 la polizia federale e il procuratore federale iniziarono a monitorare più strettamente 52 sospetti, mentre a partire da novembre la polizia federale e le polizie statali coinvolte misero a punto l'operazione per arrestare gli accusati.
Il 7 dicembre 2022 la procura generale autorizzò l'arresto di 22 sospetti membri dell'organizzazione (tra i quali tre classificati come "pericolosi") e di 3 loro presunti sostenitori, e perquisizioni nei confronti di altri 27 accusati a piede libero. Secondo le dichiarazioni della procura, l'accusa formulata contro gli arrestati fu di aver costituito un'organizzazione terroristica, mentre alcuni di essi, accusati di stare concretamente pianificando un'irruzione armata nel Parlamento, vennero imputati anche di alto tradimento. Gli arresti furono eseguiti in Baviera, Baden-Württemberg, Assia, Turingia, Bassa Sassonia, Sassonia e a Berlino, ma anche in Austria e Italia. In questi ultimi due casi gli arrestati sono stati successivamente estradati in Germania: in dicembre Frank H., arrestato a Kitzbühel, in Austria e nel febbraio 2023 Maximilian Eder, arrestato a Perugia. Gli appartamenti e i locali perquisiti furono 162 in undici Länder tedeschi. L'operazione venne condotta anche nella caserma Graf Zeppelin sede delle forze speciali militari, in tedesco Kommando Spezialkräfte, KSK, nei pressi di Calw, dove venne arrestato un sottoufficiale del corpo in servizio attivo. Per timore di una resistenza armata nella caserma intervenne il GSG9, una forza speciale della polizia federale. In totale l'operazione coinvolse, secondo le prime dichiarazioni, circa 3000 poliziotti, tra i quali 1500 membri delle forze speciali. Secondo quanto ricostruito successivamente dal quotidiano Der Spiegel, i poliziotti coinvolti sarebbero stati in realtà 5000. Si è trattata della più grande azione di polizia nella storia tedesca. Dei 25 arrestati, tra febbraio e marzo 2023 due sono stati successivamente rilasciati dalla custodia cautelare, pur continuando a essere imputati.
Il materiale sequestrato in occasione dell'operazione del 7 dicembre è stato successivamente analizzato da una squadra speciale predisposta all'uopo all'interno della procura federale denominata Schatten ("ombra"). Le indagini, alle quali collaborarono più di 300 persone, portarono all'identificazione di altre persone attraverso l'analisi delle comunicazioni e dei movimenti finanziari degli indagati. Il 22 marzo 2023 vi fu una seconda azione di polizia in 8 Länder e in Svizzera, che portò a perquisire 20 appartamenti e locali appartenenti a 19 persone, tra le quali 5 accusate di aver sostenuto il gruppo terroristico e 14 testimoni. Uno di questi ultimi, residente a Reutlingen, all'arrivo della polizia sparò contro i poliziotti, ferendone uno, venendo quindi arrestato per tentato omicidio.
Altri tre presunti membri del gruppo sono stati arrestati il 22 maggio 2023, mentre il 21 giugno sono stati perquisiti gli appartamenti di altri quattro presunti membri del gruppo, che tuttavia non sono stati arrestati.

## Risultati dell'inchiesta

### Obiettivi e piani del gruppo
Secondo i risultati dell'inchiesta, il gruppo esisteva almeno dal novembre 2021, quando in un locale dell'Alta Franconia per caso la polizia notò per la prima volta la presenza degli accusati nello stesso luogo. Il gruppo aveva l'obiettivo di sovvertire in modo violento e terroristico il sistema democratico in Germania, ricorrendo anche a omicidi politici e stava pianificando un "giorno X", durante il quale una dozzina di persone armate avrebbe dovuto assaltare il Reichstag, l'edificio del parlamento tedesco e prendere in ostaggio i parlamentari e il loro staff. Il piano si ispirava all'assalto al Campidoglio degli Stati Uniti del 6 gennaio 2021. Secondo le intenzioni il gruppo sarebbe entrato nell'edificio grazie a Birgit Malsack-Winkemann, che in quanto ex parlamentare aveva pieno accesso alla struttura. Per facilitare l'operazione si sarebbe dovuto sabotare la rete elettrica con segnali elettromagnetici in modo da causare un blackout. Il gruppo presumeva che l'assalto al Parlamento avrebbe scatenato disordini e che una parte delle autorità di sicurezza tedesche li avrebbe sostenuti, permettendo al gruppo di prendere il potere, costituendo un proprio governo guidato da Heinrich XIII, principe di Reuss.
Dopo l'assalto sarebbero poi dovute entrare in azione le cosiddette Heimatschutzkompanien (letteralmente "compagnie di difesa della patria"), 286 gruppi paramilitari che l'organizzazione stava cercando di organizzare a livello locale e che avrebbero dovuto costituire il "nuovo esercito tedesco". Tali gruppi secondo la procura federale si sarebbero occupati di prendere il controllo delle amministrazioni locali, i cui sindaci nelle loro intenzioni sarebbero dovuti essere rimossi e arrestati.
Inoltre presso le abitazioni degli accusati vennero ritrovare diverse liste di personalità, presumibilmente persone ostili da eliminare. In una lista, ritrovata presso l'abitazione di Peter Wörner, vi era il cancelliere Olaf Scholz, la ministra degli esteri Annalena Baerbock, i parlamentari Kevin Kühnert, Saskia Esken, Friedrich Merz, Armin Laschet e Norbert Röttgen, il ministro bavarese della sanità Klaus Holetschek, il ministro bavarese dell'interno Joachim Herrmann e i giornalisti Sandra Maischberger e Maybrit Illner. Nell'altra lista, trovata presso l'abitazione di Marco v. H., erano contenuti i nomi e gli indirizzi degli uffici di altri dieci politici del Baden-Württemberg.
Secondo quanto riferito dal procuratore federale, tra i membri del gruppo vi erano diverse opinioni su quando questo piano sarebbe dovuto scattare. Alcuni di loro premevano perché il "giorno X" avvenisse il prima possibile, interpretando come "segnali" la morte della Regina Elisabetta II o disastri naturali. Altri, come Heinrich XIII, erano su una linea più cauta.

### Ideologia
Tutti gli accusati rigettavano l'ordinamento democratico e si riconoscevano nell'ideologia del cosiddetto Movimento Reichsbürger, una galassia di gruppi di estrema destra e cospirazionisti accomunati dal rifiuto di riconoscere l'esistenza e la legittimità della Repubblica Federale Tedesca, vista come un'entità di occupazione creata dagli Alleati dopo la seconda guerra mondiale. L'influenza di tale sistema di idee tra i membri del gruppo terroristico è dimostrata anche dal fatto che secondo i loro piani una volta al governo avrebbero rinegoziato lo status della Germania con le potenze vincitrici della seconda guerra mondiale, in particolare con la Russia.
Un'altra forte componente ideologica era costituita dai cosiddetti Querdenker, un movimento nato per contestare le misure anti-Covid-19 e composto da numerosi negazionisti del virus COVID-19.
Infine un ulteriore ruolo era giocato dalla teoria cospirazionista QAnon: secondo le dichiarazioni della procura federale i membri del gruppo era convinti che fosse in corso una lotta segreta con da un lato il Deep State malvagio, che secondo loro controllava le strutture statali tedesche, e dall'altro un'"Alleanza" tra servizi segreti ed eserciti di 17 nazioni, tra cui Stati Uniti e Russia, che avrebbe rovesciato il sistema politico tedesco. Questa "Alleanza" si sarebbe dovuta manifestare in occasione del "giorno X" aiutando il gruppo a prendere il potere. Il gruppo inoltre aveva contattato due chiaroveggenti per verificare l'affidabilità dei potenziali membri.
Secondo le dichiarazioni del servizio d'informazioni interno, il Bundesamt für Verfassungschutz, la Patrotische Union rappresenterebbe quindi un esempio di un'area ideologica in cui convergono elementi dell'ideologia Reichsbürger, del cospirazionismo e dell'estremismo di destra classico.

### Struttura
L'organo politico del gruppo era un "consiglio", a capo del quale vi era Heinrich XIII di Reuß. Esso era organizzato come un governo ombra, con varie materie assegnate ai vari membri, e che avrebbe dovuto costituire nelle intenzioni il nuovo governo della Germania dopo la presa del potere. Ne facevano parte la giudice ed ex parlamentare del partito Alternative für Deutschland (AfD) Birgit Malsack-Winkemann alla Giustizia, Paul G., Ruth L., René R. e Melanie R. La composizione del "consiglio" risentiva però anch'essa dell'ideologia dominante tra i suoi membri: tra gli incarichi ne era previsto uno alla "spiritualità e alla guarigione" e un altro alla "transcomunicazione".
Durante le perquisizioni sono stati ritrovati anche più di 400 000 euro in contanti, oltre a una cassetta di sicurezza in Svizzera che conteneva 120 lingotti d'oro, per un valore di 6 milioni di euro.
In occasione delle perquisizioni inoltre sono state rinvenute anche più di cento dichiarazioni con le quali i membri del gruppo si impegnavano al silenzio, accettando diverse pene (tra cui anche la pena di morte) nel caso in cui non avessero rispettato l'impegno.

#### Preparazione militare
Oltre al consiglio direttivo esisteva un'"ala militare", con a capo Rüdiger von Pescatore, ex comandante del 251º battaglione paracadutisti della Bundeswehr. Oltre a lui esisteva uno "stato maggiore", composto da Peter Wörner (ex paracadutista e poi membro del KSK), Maximilian Eder (colonnello della Bundeswehr in pensione), Michael Fritsch (ex ispettore capo della polizia di Hannover), Christian Wendler, "Marco v. H.", "Frank H.", "Thomas M." e "Wolfram S.". Tale gruppo si occupava della preparazione militare dell'operazione, sia riguardo l'assalto al Parlamento, sia riguardo l'organizzazione delle Heimatschutzkompanien: approvvigionamento di armi, reclutamento di nuovi membri tra le forze di sicurezza, creazione di canali di comunicazione sicuri, esercitazioni. A tal fine il principe di Reuß aveva già versato 50 000 euro a Eder, mentre Wörner aveva già organizzato un'esercitazione per cinque membri del commando militare in una ex base militare sull'Oschenberg presso Bayreuth.
I membri del gruppo erano in contatto con altri ex soldati e poliziotti, tra i quali anche Andreas M., Oberstabsfeldwebel in servizio attivo nel KSK, attraverso il quale, secondo le accuse, i cospiratori nell'ottobre 2022 ebbero accesso alla base militare del KSK a Calw. Oltre a lui altri 15 tra soldati e poliziotti parteciparono agli incontri di reclutamento di von Pescatore. Altri tre poliziotti, quattro riservisti dell'esercito e un sottoufficiale in servizio nella Marina risulteranno coinvolti nella seconda ondata di arresti e perquisizioni. In totale erano già state create tre Heimatschtzkompanien: una a Horb am Neckar, dove viveva uno dei membri del gruppo, una a Bad Lobenstein, sede del castello di Heinrich XIII, e una negli Erzgebirge, anche se non è stata ritrovata una quantità di armi sufficiente ad armare così tante persone.
Il gruppo era già riuscito a impossessarsi di un numero considerevole di armi, anche se la maggior parte di esse era posseduta legalmente: durante la prima operazione del dicembre 2022 la polizia trovò complessivamente 97 armi da fuoco con più di 25 000 munizioni, oltre a balestre, elmetti, visori notturni, uniformi e pugnali. Il gruppo si era inoltre dotato di una dozzina di telefoni satellitari Iridium, che sarebbero potuti funzionare anche nel caso in cui la rete telefonica saltasse completamente. Infine vennero ritrovati anche certificati vaccinali in bianco ed ecstasy.

### Rapporti con la Russia
I cospiratori avevano intenzione di cooperare con la Russia, anche grazie ai contatti di Vitalia B., la fidanzata russa del principe Heinrich XIII. Il 13 giugno 2022 il principe e la sua fidanzata ebbero un incontro con interlocutori ignoti nel consolato russo di Dresda. Nel castello di Heinrich XIII furono ritrovati inoltre documenti relativi a un conto presso la banca russa Sperbank e un invito presso il consolato russo di Lipsia. Gli investigatori hanno trovato inoltre una corrispondenza e-mail stampata di quattro pagine tra il gruppo e il consolato generale russo a Lipsia. La prima e-mail venne inviata il 28 novembre 2022 tramite il server aziendale di Frank R. Heinrich XIII, Frank R. e Christian W. si sarebbero presentati come un gruppo di imprenditori, lamentandosi dei resoconti a loro parere unilaterali dei media tedeschi sulla guerra Russia-Ucraina e avrebbero chiesto al consolato un incontro personale. Due giorni dopo, un diplomatico russo di alto rango avrebbe proposto un incontro al consolato l'8 dicembre 2022. Il motivo di questo invito è ancora sconosciuto. Il Procuratore generale ha affermato però che secondo le informazioni in suo possesso, la Russia non reagì positivamente alla richiesta dell'organizzazione. Tentativi di contattare Putin da parte di Heinrich XIII vi erano già stati nel 2021.
Un ulteriore tentativo di contattare le autorità russe avvenne attraverso Ralph T. Niemeyer, autoproclamato "cancelliere in esilio" della Germania, che nel settembre 2022 apparve in tale veste in un forum economico a Mosca firmando accordi con Gazprom. Niemeyer ebbe alcuni contatti con diversi membri del gruppo terroristico, partecipando con essi anche ad eventi pubblici, tuttavia ha affermato di essersi rifiutato di accettare i documenti che i cospiratori volevano che trasmettesse ai russi.
Dopo l'operazione di polizia del dicembre 2022 l'ambasciata russa a Berlino e il portavoce del Cremlino Dmitrij Peskov hanno negato qualsiasi coinvolgimento russo, affermando che la questione fosse un problema interno alla Germania.

## Accusati

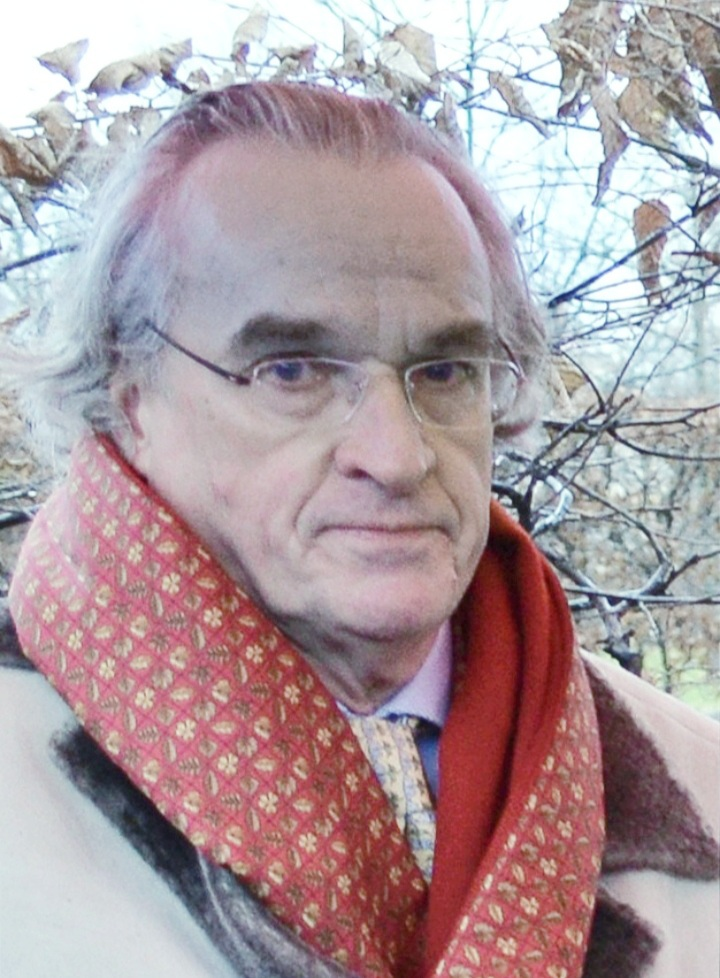
Heinrich XIII principe di Reuss, il rappresentante politico del gruppo terroristico

Il leader politico del gruppo era Heinrich XIII, principe di Reuss. Discendente della Casa di Reuß, la famiglia un tempo a capo del Principato omonimo, di professione imprenditore immobiliare, dopo la riunificazione tedesca fece varie cause per riottenere i beni che erano stati sequestrati alla sua famiglia dalla DDR dopo la seconda guerra mondiale, riuscendo solo in parte nell'intento. Dopo aver perso la causa per la restituzione dovette invece ricomprare il castello di famiglia a Bad Lobenstein, in Turingia. Qui, secondo gli inquirenti, avvennero numerose riunioni dei cospiratori, e sempre qui il principe avrebbe avuto intenzione di costruire un bunker. Pochi giorni prima dell'arresto aveva inoltre comprato dal governo una grande foresta di quasi 400 ettari. Dal 2019 era tenuto sotto osservazione del Bundesamt für Verfassungsschutz, dopo che aveva tenuto un discorso pubblico a Zurigo in cui sosteneva che l'aristocrazia fosse stata resa schiava dai "poteri finanziari giudaici" e che la finanza massonica finanziasse guerre. Nello stesso anno sostenne in un video che la Repubblica Federale Tedesca non fosse uno stato sovrano. Molto probabilmente era stato l'autore di altre manifestazioni di matrice Reichsbürger avvenute a Bad Lobenstein, come la distribuzione di lettere anonime agli abitanti del paese in cui si sosteneva che non avessero la cittadinanza tedesca, ma quella del Principato di Reuß. In altre occasioni dichiarò di voler ristabilire le strutture statali antecedenti al 1918 e alla proclamazione della Repubblica di Weimar. Ha poi manifestato in più occasioni di credere a fantasie di complotto sulla falsariga di QAnon, sostenendo che la guerra in Ucraina fosse spiegata dal fatto che sotto l'ex centrale nucleare di Chernobyl si trovassero i computer dei Rockfeller e dei Rotschild, parte del Deep State che Putin voleva sconfiggere. Nel parco del suo castello inoltre aveva fatto costruire una piramide dorata all'interno della quale vi erano fogli con geroglifici e stampe delle "ordinanze" emesse dal principe. Già nell'estate 2022 la famiglia di Reuß aveva preso pubblicamente le distanze da Heinrich XIII. Assieme ad Heinrich XIII venne arrestata anche "Vitalia B.", sua fidanzata, assieme alla quale aveva cercato contatti con le autorità russe. Tramite con i russi era anche "Frank R.", titolare di un'officina meccanica a Olbernhau, al confine con la Repubblica Ceca, ma arrestato anch'egli a Bad Lobenstein. Attraverso la sua mail aziendale il gruppo tenne una corrispondenza elettronica col consolato russo di Lipsia.
A livello politico l'elemento più importante del gruppo era Birgit Malsack-Winkemann, avvocato e giudice statale a Berlino, ma soprattutto membro del Bundestag tedesco dal 2017 al 2021 per l'AfD. Oltre a lei tra i membri del "consiglio" vi erano Tim Paul Gorgas, avvocato di Hannover, e Melanie Ritter, chirurgo della Bassa Sassonia e moglie di Michael Fritsch. Ritter sosteneva che l'"Alleanza" fosse in realtà costituita da "entità luminose".
A capo dell'ala militare vi era un'ex tenente colonnello del 251° battaglione paracadutisti d'élite della Bundeswehr, Rüdiger von Pescatore. Nel 1996 Von Pescatore era stato scoperto a rubare per sé ed altri 165 tra pistole e fucili (delle quali solo 11 recuperate), prese dai depositi delle disciolte Volkspolizei e Nationale Volksarmee, e di conseguenza era stato allontanato dall'esercito, venendo poi condannato a 2 anni di carcere nel 1999. In seguito si era trasferito in Brasile, per tornare in Germania nel 2021.
Oltre a von Pescatore nello "stato maggiore" dell'ala militare vi erano poi:
- Maximilian Eder, Oberst (colonnello) della Bundeswehr in pensione dal 2016, ex comandante di un battaglione di Panzergrenadier in Kosovo, era stato anche membro della KSK. Radicalizzatosi durante la pandemia, aveva sostenuto che le vaccinazioni obbligatorie per i soldati fossero un "crimine contro l'umanità". Nel 2021 dopo l'alluvione nella valle dell'Ahr del 2021 andò sul posto formando un "centro di comando" in una scuola, con Peter Wörner come vice e altri ex militari, distribuendo aiuti, ma firmando anche ordinanze dall'aspetto simile a quello ufficiale e diffondendo fantasie complottistiche, come il fatto che il governo avrebbe causato l'alluvione deliberatamente, finché il comune locale non fece sgomberare il posto.[4][24][25] In seguito a tali avvenimenti era stato avviato un procedimento disciplinare interno contro di lui. A novembre aveva annunciato che entro Natale 2022 sarebbe avvenuta una "catarsi" che avrebbe rovesciato il sistema.[3] Arrestato in Italia, tentò invano di fare ricorso in Cassazione contro la richiesta di estradizione del governo tedesco in virtù di una supposta "persecuzione politica".[27]
- Michael Fritsch, ex Kriminalhauptkommissar (ispettore capo) della polizia statale di Hannover, in tale veste era responsabile della sicurezza delle sinagoghe della Bassa Sassonia contro attacchi terroristici. Nel 2020 venne esonerato dal servizio attivo dopo che in un evento pubblico aveva paragonato le misure per il contrasto alla diffusione del Covid-19 al regime nazista. Nello stesso anno si definì "apolide" e mostrò chiari segni di adesione alle idee dei Reichsbürger: seguendo un tipo di protesta diffuso in tali ambienti riconsegnò la propria carta di identità chiedendo che gli venisse data una "carta di cittadinanza" e chiedendo che lo stato di nascita venisse modificato in "Prussia". In questo periodo creò anche un canale Telegram seguito da più di 8000 persone, sul quale diffondeva anche fantasie di complotto, come il fatto che sotto un aeroporto di Berlino vi fosse un bunker per rifugiati, che sarebbero poi stati usati contro il "popolo tedesco". Nelle elezioni federali del 2021 si candidò come capolista della lista della Bassa Sassonia del piccolo partito Die Basis. Nell'aprile 2022 un tribunale amministrativo stabilì che poteva essere licenziato, ma Fritsch fece appello contro la sentenza.[24][25][36]
- Peter Wörner, ex soldato del battaglione guidato da von Pescatore negli anni Novanta e poi del KSK. Successivamente aveva avviato un'attività da istruttore di corsi di sopravvivenza, apparendo anche in trasmissioni televisive. Su YouTube parlava apertamente della necessità di fare un colpo di stato per sostituire la "cricca criminale" al governo.[24][5] In passato inoltre era stato membro dell'organizzazione neonazista Europäische Aktion (lett. "Azione Europea").[4]
- Christian Wendler, agronomo paesaggista, consigliere locale (Stadtrat) dell'AfD di Olbernhau nei Monti Metalliferi della Sassonia fino al 2020, membro della locale associazione Schützen fino al 2022.[35] Fu arrestato a Bad Lobenstein, la località dove Heinrich XIII aveva il suo castello.[31]
- Marco v. H., proveniente da Pforzheim, dove era stato tra i leader delle proteste dei Querdenker contro le misure di contenimento della diffusione del virus Covid-19. Già arrestato più volte in passato per varie imputazioni (tra cui l'aver sostenuto di essere un ex membro del KSK, cosa non vera), era fortemente influenzato dalle teorie cospirazioniste ed esoteriche. Sosteneva di provenire da un altro sistema solare e di essere in diretto contatto con l'"Alleanza", nelle cui file, secondo le sue dichiarazioni, sarebbe entrato un anno e mezzo prima, dopo essere stato ingaggiato da membri dei servizi segreti russi e americani.[5][4]
- Il noto chef, Frank Heppner venne arrestato il 7 dicembre 2022, con l'accusa di essere il responsabile per il reclutamento di nuovi membri, dell'acquisto di armi e della pianificazione di un sistema sicuro di comunicazione interno tra i componenti dell'organizzazione.[37] Heppner avrebbe anche rifornito di cibo e alimenti le truppe dell'organizzazione in seguito al successo del colpo di stato.[38][39]

L'unico militare in servizio attivo tra gli arrestati nella prima operazione di dicembre 2022 era l'Oberstabsfeldwebel (maggiore) "Andreas M.", responsabile per l'armamento presso il KSK, reduce da diverse missioni in Afghanistan. Dal 2021 diffondeva teorie cospirazioniste sui social media e a febbraio 2021 si era rifiutato di vaccinarsi contro il Covid-19 sostenendo che la vaccinazione obbligatoria non fosse compatibile con "la legge di occupazione militare alleata della Germania tuttora in corso". Del caso si era interessato il Militärischer Abschirmdienst (MAD), il servizio di informazioni militare, che gli aveva imposto di mettersi in malattia, ma senza togliergli l'accesso alla base militare.
Tra i sostenitori esterni del gruppo venne arrestato anche Alexander Quade, gestore di uno dei principali canali QAnon tedeschi, con 130 000 iscritti. Tra le fantasie cospirazioniste tipiche di QAnon e adattate dal canale al contesto tedesco vi fu la teoria che l'alluvione nella valle dell'Ahr avesse permesso di far sparire i corpi di 600 bambini uccisi dopo sevizie in bunker sotterranei, o che vi fosse stata una frode elettorale in occasione delle elezioni federali del 2021.
Fu arrestato nel marzo 2023 invece Markus L., coinvolto nelle perquisizioni come semplice testimone, ma poi imputato per aver sparato contro i poliziotti al loro arrivo, ferendone uno. Tiratore sportivo, aveva partecipato a diverse competizioni e possedeva 22 armi da fuoco, legalmente registrate. Era entrato in contatto col gruppo attraverso Matthias H., uno dei membri della Patriotische Union arrestati nell'operazione di dicembre 2022. I due si erano incontrati nel maggio 2021 in una manifestazione di Querdenker. Nel 2017 aveva donato una somma ad Alternative für Deutschland, ma senza mai iscriversi al partito.

## Reazioni

### Introduzione di nuove misure di sicurezza
Nelle settimane precedenti all'arresto dei membri del gruppo terroristico, la polizia del parlamento venne avvertita di un possibile pericolo e aumentò le misure di sicurezza attorno all'area e dentro l'edificio del Reichstag. Vennero inoltre allertate anche le guardie del corpo dei principali ministri. In seguito agli arresti il dibattito sulla sicurezza dell'edificio parlamentare si concentrò sul fatto che gli ex parlamentari come Birgit Malsack-Winkelmann vi avessero un diritto di accesso automatico. Oltre a un divieto di accesso all'edificio nei confronti di Malsack-Winkelmann emesso dalla presidente del Parlamento Bärbel Bas, nel marzo 2023 vennero introdotte nuove misure di sicurezza, tra i quali un aumento dei controlli a campione sui collaboratori parlamentari, l'obbligo di registrare in anticipo gli ospiti dei parlamentari e l'obbligo per gli ex parlamentari di sottoporsi a controlli sulla loro affidabilità.
Alcuni esponenti politici, come la ministra dell'interno Nancy Faeser del Partito Socialdemocratico di Germania (SPD) e come il ministro dell'interno dell'Assia Peter Beuth dell'Unione Cristiano-Democratica di Germania (CDU), hanno anche proposto l'introduzione di misure più restrittive in merito al porto d'armi.

### Reazioni politiche

#### Coinvolgimento di Alternative für Deutschland
Vari esponenti politici hanno sottolineato i legami del gruppo terrorostico con il partito di destra Alternative für Deutschland. Esponenti dei Verdi hanno accusato il partito di essere il "braccio parlamentare del terrorismo di destra", a causa del coinvolgimento nel piano di tre suoi esponenti tra cui l'ex parlamentare Birgit Walsack-Winkemann.
Se alcuni esponenti di AfD come il portavoce del partito in Assia Robert Lambrou dichiarono che il partito condannava qualsiasi tentativo di sovvertimento del sistema democratico, e i due co-presidenti del partito Alice Weidel e Tino Chrupalla presero le distanze dalle posizioni politiche dei membri del gruppo, dall'altra parte molti esponenti tra cui la stessa Alice Weidel sostennero che l'operazione di polizia fosse stata una mera montatura, mentre altri esponenti nazionali, tra cui Björn Höcke, ridicolizzarono il gruppo come un'inoffensiva fantasia di alcuni pensionati. Ai livelli inferiori del partito invece ci si spinse anche più in là: parlamentari statali come Hans-Thomas Tillschneider ad esempio descrissero l'operazione di polizia come una manovra diversiva per nascondere l'omicidio di una studentessa da parte di un uomo eritreo, avvenuto il giorno prima. Tali reazioni hanno attirato a loro volta forti critiche da parte degli altri partiti politici, che accusarono il partito di stare difendendo i membri del gruppo terroristico e di essere "nemici della democrazia".
Per quanto riguarda il coinvolgimento della propria ex parlamentare Malsack-Winklemann nel complotto, il partito non rilasciò dichiarazioni pubbliche al riguardo, ma in seguito all'operazione la escluse dal collegio interno dei probiviri, di cui l'ex deputata faceva parte; mentre lo stesso Höcke consigliò privatamente agli iscritti al partito di lasciare quei gruppi whatsapp in cui si sostenesse che bisognasse ricorrere a mezzi violenti.

#### Dibattito sulla pericolosità del gruppo e sull'operato degli organi di sicurezza
Molti politici dei principali partiti hanno lodato gli organi di sicurezza per il difficile lavoro di indagine. Il ministro dell'Interno Nancy Faeser ha definito l'operazione come una dimostrazione della capacità dello Stato di diritto di difendersi contro i nemici della democrazia. Simili dichiarazioni sono arrivate dai principali partiti di governo e opposizione (con l'esclusione di AfD), pur con alcuni distinguo: Friedrich Merz, capogruppo parlamentare della CDU e criticato per non aver rilasciato dichiarazioni sul tema per diversi giorni, ha ridimensionato il pericolo costituito dal gruppo, sostenendo che esso costituisse un pericolo alla sola sicurezza dei parlamentari e non alla democrazia in quanto tale. Altri invece, come la parlamentare della Linke Martina Renner hanno criticato la sottovalutazione del pericolo costituito dai Reichsbürger, come il fatto che solo il 5% dei Reichsbürger fossero classificati dalle forze di sicurezza come estremisti di destra. Di una passata sottovalutazione del pericolo costituito da tale galassia hanno parlato anche il ministro della giustizia Marco Buschmann del Partito Liberale Democratico (FDP) e la ministra dell'interno Faeser, mentre la parlamentare verde Irene Mihalic ha accusato apertis verbis l'ex direttore del Bundesverfassungschutz Hans-Georg Maaßen di aver trascurato le indagini sui Reichsbürger.
Il presidente del servizio di informazioni statale della Turingia, Stephan Kramer, ha elogiato la cooperazione tra i diversi organi di sicurezza, sottolineando come dalle indagini emergesse un "pericolo da non sottovalutare", col coinvolgimento della scena Reichsbürger e dell'estremismo di destra. Anche ex dirigenti di sindacati di polizia come Sebastian Fiedler (dal 2021 parlamentare SPD) hanno parlato di un "estremismo cospirazionista di destra", che sarebbe estremamente pericoloso, poiché i membri del gruppo erano armati e alcuni di loro disponevano di un'ampia esperienza in fatto di operazioni militari, oltre che di un accesso diretto all'edificio del Parlamento.
Critiche al governo e alle forze di sicurezza sono invece arrivate da parte dell'opposizione a causa delle fughe di notizie che avevano permesso a diversi media giornalistici di essere informati in anticipo delle operazioni, potendo così documentare in diretta gli arresti e le perquisizioni e arrivando sul posto in certi casi addirittura prima delle forze dell'ordine. Le forze di opposizione e i sindacati di polizia hanno sottolineato il pericolo per le forze di sicurezza causato da tale comportamento, dato che gli imputati avrebbero così potuto prepararsi a resistere militarmente agli arresti.
Organi di informazione ed esponenti politici di Die Linke hanno poi criticato il fatto che Eder, l'ex colonnello che successivamente verrà arrestato in Italia, era apparentemente a conoscenza in anticipo dell'operazione. L'imputato poté infatti avvertire la vicina di casa che presto vi sarebbe stata un'azione di polizia a casa sua. Sono state fatte varie ipotesi su come Eder potesse essere a conoscenza della cosa, come una soffiata da parte di membri degli organi di sicurezza o il fatto che l'imputato si fosse accorto di essere sorvegliato. Alcuni organi di informazione hanno invece messo in relazione la cosa col fatto che pochi giorni prima dell'operazione, la polizia statale bavarese tentò di contattare Eder in merito a un video da lui pubblicato sui social network. Tale azione, secondo i critici, potrebbe aver spinto l'ex colonnello della Bundeswehr ad avvertire gli altri membri del gruppo affinché cancellassero le prove delle loro azioni.

#### Coinvolgimento di membri ed ex membri degli organi di sicurezza nel complotto
Alcuni politici, come il capogruppo FDP Konstantin Kuhle, hanno sottolineato come altri membri delle forze di sicurezza fossero coinvolti nella cospirazione terroristica, proponendo nuove misure di contrasto a tali fenomeni tra i membri delle forze dell'ordine. La ministra dell'interno Faeser ha proposto nuove misure per poter allontanare più velocemente gli elementi estremisti dagli apparati pubblici. Il presidente dell'associazione dei riservisti della Bundeswehr dal canto suo ha sostenuto che l'estremismo di destra tra riservisti e membri in servizio attivo delle forze armate non sia un problema strutturale, ma che si dovesse da un lato agire in maniera più decisa contro chi esprime posizioni politiche di questo tipo, accelerando i tempi per il loro licenziamento dal servizio, e dall'altro lato introdurre misure di sensibilizzazione all'estremismo, specie tra i gruppi di élite.

## Pericolosità
Oltre che da parte delle forze politiche, la pericolosità del gruppo e il grado di avanzamento nei preparativi per il colpo di stato sono stati oggetti di dibattito anche tra gli analisti esperti in terrorismo ed estremismo. Alexander Ritzmann, esperto in estremismo, ha sottolineato come mancassero quegli indicatori (pubblicazione di manifesti ideologici o testamenti, addii, vendita dei propri beni, simulazioni dell'attacco sul posto) che normalmente indicano che un gruppo si prepara a un'azione imminente. Inoltre secondo quanto emerso dalle indagini molto difficilmente il gruppo sarebbe riuscito effettivamente a rovesciare il sistema democratico. Tuttavia ciò non significa che l'azione del gruppo non avrebbe potuto provocare morti e feriti tra membri delle forze dell'ordine, politici e visitatori del Parlamento. Il fatto poi che l'azione non fosse imminente è da ricercarsi in una precisa strategia da parte della procura federale, che secondo quanto dichiarato dal procuratore, ha scelto di non aspettare l'ultimo momento ma di agire non appena fosse in possesso degli elementi necessari per incriminare gli imputati. In conclusione, secondo Ritzmann, si tratterebbe quindi di un possibile piano terroristico allo stato iniziale.